# 第30届评论家选择奖
第30届评论家选择奖（英語：30th Critics' Choice Awards）为評論家選擇協會表彰2024年电影行业及电视行业杰出成绩的活动，于2025年2月7日在美国加利福尼亚州洛杉矶县圣莫尼卡巴克机库举行。典礼原定2025年1月12日举行，受加州南部严重山火影响推迟。典礼由E!现场直播，次日上线流媒体平台Peacock。雀儿喜·韩德勒连续三年担任主持人。
本届提名名单延续前四年的模式，电影类名单与电视类名单分别发布，其中电视名单于2024年12月5日公布，电影名单2024年12月12日公布。电影名单方面，《教宗選戰》和《魔法壞女巫》各以11项提名领跑，《沙丘：第二部》和《毒王女人夢》10项提名次之。至于电视名单，《幕府將軍》以6项提名领跑，《小学风云》《頭號外交官》《免责声明》《天后與草莓》《企鵝人》和《吸血鬼生活》4项提名次之。

## 获奖与提名名单

### 电影类
| 最佳電影 - 《阿诺拉》 - 《粗獷派建築師》 - 《巴布狄倫：搖滾詩人》 - 《教宗選戰》 - 《沙丘：第二部》 - 《毒王女人夢》 - 《五分钱男孩》 - 《监狱剧院》 - 《懼裂》 - 《魔法壞女巫》 | 最佳導演 - 朱浩伟 –《魔法壞女巫》 - 賈克·歐迪亞 –《毒王女人夢》 - 西恩·貝克 –《阿诺拉》 - 爱德华·贝尔格 –《教宗選戰》 - 布拉迪·科貝特 –《粗獷派建築師》 - 歌拉莉·花潔 –《懼裂》 - 拉梅尔·罗斯 –《五分钱男孩》 - 丹尼斯·维勒弗 –《沙丘：第二部》 |
| 最佳男主角 - 阿德里安·布罗迪 –《粗獷派建築師》饰 托特·拉斯洛（László Tóth） - 提摩西·夏勒梅 –《巴布狄倫：搖滾詩人》 饰 鲍勃·迪伦 - 丹尼尔·克雷格 –《酷儿》 饰 威廉·李（William Lee） - 柯爾曼·多明戈 –《监狱剧院》 饰 约翰·“神G”·惠特菲尔德（John "Divine G" Whitfield） - 雷夫·范恩斯 –《教宗選戰》 饰 枢机主教托马斯·劳伦斯（Thomas Cardinal Lawrence） - 休·格蘭特 –《異教詭屋》 饰 里德先生（Mr. Reed） | 最佳女主角 - 黛米·摩尔 –《懼裂》饰 伊丽莎白·斯帕克（Elisabeth Sparkle） - 辛西婭·艾利沃 –《魔法壞女巫》 饰 艾尔法巴·斯洛普 - 卡拉·索菲亚·加斯孔 –《毒王女人夢》饰 埃米莉亚·佩雷斯 / 胡安·“马尼塔斯”·德尔蒙特（Emilia Pérez / Juan "Manitas" Del Monte） - 玛丽安娜·琼-巴普蒂斯特 –《残酷真相》 饰 潘西·迪肯（Pansy Deacon） - 安吉丽娜·朱莉 –《玛丽亚》 饰 瑪麗亞·卡拉絲 - 麥琪·麥迪遜 –《阿诺拉》饰 阿诺拉·“阿尼”·米赫耶娃（Anora "Ani" Mikheeva） |
| 最佳男配角 - 基蘭·克金 –《真正的痛苦》饰 本吉·卡普兰（Benji Kaplan） - 尤里·亞歷山德羅维奇·鮑里索夫 –《阿诺拉》饰 伊戈尔（Igor） - 克拉伦斯·麦克林 –《监狱剧院》 饰 克拉伦斯·“神眼”·麦克林（Clarence "Divine Eye" Maclin） - 爱德华·诺顿 –《巴布狄倫：搖滾詩人》 饰 皮特·西格 - 盖·皮尔斯 –《粗獷派建築師》饰 哈里森·李·范布伦（Harrison Lee Van Buren） - 丹泽尔·华盛顿 –《神鬼戰士II》 饰 马克里努斯 | 最佳女配角 - 佐伊·索尔达娜 –《毒王女人夢》 饰 丽塔·莫拉·卡斯特罗（Rita Mora Castro） - 丹妮爾·戴德維勒 –《鋼琴課》饰 伯妮丝·查尔斯（Berniece Charles） - 安潔紐·艾莉絲 –《五分钱男孩》 饰 哈蒂·库蒂斯（Hattie Curtis） - 爱莉安娜·格兰德 –《魔法壞女巫》 饰 葛琳達 - 瑪格麗特·庫利 –《懼裂》饰 苏（Sue） - 伊莎貝拉·羅塞里尼 –《教宗選戰》 饰 艾格尼丝修女（Sister Agnes） |
| 最佳年輕演員 - 梅西·斯黛拉 –《我的老屁友》 饰 艾略特（Elliott） - 艾莉拉·布朗 –《芙莉歐莎：瘋狂麥斯傳奇篇章》饰 芙莉歐莎指揮官 - 艾略特·赫弗南（Elliott Heffernan）–《戰火尋親路》 饰 乔治（George） - 王鹿山 –《弟弟》 饰 克里斯·王（Chris Wang） - 阿丽莎·威尔 –《噬血芭蕾》 饰 阿比盖尔·拉扎尔（Abigail Lazaar） - 佐伊·齐格勒（Zoe Ziegler）–《珍妮特星球》饰 拉西（Lacy） | 最佳整體演出 - 《教宗選戰》 - 《阿诺拉》 - 《毒王女人夢》 - 《周六夜时光》 - 《监狱剧院》 - 《魔法壞女巫》 |
| 最佳原创剧本 - 歌拉莉·花潔 –《懼裂》 - 西恩·貝克 –《阿诺拉》 - 莫里茨·宾德（Moritz Binder）、蒂姆·费尔鲍姆、亚历克斯·大卫（Alex David）–《九月五日》 - 布拉迪·科貝特、莫娜·法斯特欧德 –《粗獷派建築師》 - 傑西·艾森柏格 –《真正的痛苦》 - 贾斯汀·库里茨克斯 –《挑戰者》 | 最佳改编剧本 - 彼得·斯特劳根 –《教宗選戰》 - 賈克·歐迪亞 –《毒王女人夢》 - 温妮·霍尔兹曼、达娜·福克斯 –《魔法壞女巫》 - 格雷格·奎达尔（Greg Kwedar）、克林特·本特利（Clint Bentley）–《监狱剧院》 - 拉梅尔·罗斯、乔斯琳·巴尼斯 –《五分钱男孩》 - 丹尼斯·维勒弗、喬·斯派茨 –《沙丘：第二部》 |
| 最佳攝影 - 贾琳·布拉什克 –《吸血鬼：諾斯費拉圖》 - 艾丽丝·布鲁克斯 –《魔法壞女巫》 - 洛尔·克劳利 –《粗獷派建築師》 - 史蒂芬·方丹 –《教宗選戰》 - 格雷格·弗萊瑟 –《沙丘：第二部》 - 乔莫·弗雷 –《五分钱男孩》 | 最佳剪接 - 马可·科斯塔（Marco Costa）–《挑戰者》 - 西恩·貝克 –《阿诺拉》 - 尼克·埃默森 –《教宗選戰》 - 大卫·扬索（Dávid Jancsó）–《粗獷派建築師》 - 喬·沃克 –《沙丘：第二部》 - 汉斯约格·白里奇 –《九月五日》 |
| 最佳服裝設計 - 保罗·塔泽威尔 –《魔法壞女巫》 - 丽西·克里斯托 –《教宗選戰》 - Linda Muir 琳达·缪尔 –《吸血鬼：諾斯費拉圖》 - 马西莫·坎蒂尼·帕里尼 –《玛丽亚》 - 杰奎琳·威斯特 –《沙丘：第二部》 - 詹蒂·耶茨、戴夫·克罗斯曼 –《神鬼戰士II》 | 最佳美術指導 - 内森·克劳利、李·桑多斯 –《魔法壞女巫》 - 朱迪·贝克尔、帕特里夏·库西亚（Patricia Cuccia）–《粗獷派建築師》 - 苏西·戴维斯（Suzie Davies）–《教宗選戰》 - 克雷格·拉斯罗普（Craig Lathrop）–《吸血鬼：諾斯費拉圖》 - 亚瑟·马克斯、吉尔·阿齐兹（Jille Azis）、艾莉·格里夫 –《神鬼戰士II》 - 帕特里斯·维梅特、肖恩·维奥 –《沙丘：第二部》 |
| 最佳配樂 - 特倫特·雷澤諾、阿提克斯·羅斯 –《挑戰者》 - 沃尔克·贝特曼 –《教宗選戰》 - 丹尼尔·布隆伯格 –《粗獷派建築師》 - 克里斯·鲍尔斯 –《荒野機器人》 - 克莱门特·杜科尔、卡米尔 –《毒王女人夢》 - 漢斯·季默 –《沙丘：第二部》 | 最佳原創歌曲 - 邪恶 –《毒王女人夢》 - 演唱：佐伊·索尔达娜、卡拉·索菲亚·加斯科恩、卡米尔 - 词曲作者：克莱门特·杜科尔、卡米尔、賈克·歐迪亞 - Beautiful That Way –《最后的舞女》 - 演唱：麥莉·希拉 - 词曲作者：安德魯·瓦耶特、麥莉·希拉、莉琦·李 - Compress/ Repress –《挑戰者》 - 演唱：特倫特·雷澤諾、阿提克斯·羅斯 - 词曲作者：特倫特·雷澤諾、阿提克斯·羅斯、盧卡·格達戈尼諾 - Harper and Will Go West –《威尔与哈珀：老友公路游》 - 演唱：克莉絲汀·薇格 - 词曲作者：肖恩·道格拉斯、乔什·格林鲍姆、克莉絲汀·薇格 - {{单双书名号转换\|Kiss the Sky –《威尔与哈珀：老友公路游》 - 演唱：玛伦·莫里斯 - 词曲作者：德莱西、乔丹·K·约翰逊、斯蒂芬·约翰逊、玛伦·莫里斯、迈克尔·波拉克、阿里·坦波西 - 我的方式 –《毒王女人夢》 - 演唱：赛琳娜·戈麦斯 - 词曲作者：克莱门特·杜科尔、卡米尔 |
| 最佳化妝與髮型設計 - 史蒂芬妮·吉永（Stéphanie Guillon）、弗雷德里克·阿圭罗（Frédérique Arguello）、皮埃尔-奥利维尔·佩尔辛（Pierre-Olivier Persin）–《懼裂》 - 克莉丝汀·布伦戴尔、莱萨·沃伦纳（Lesa Warrener）、尼尔·斯坎兰 –《陰間大法師 Beetlejuice》 - 《沙丘：第二部》化妆发型团队 - 弗朗西丝·汉农、莎拉·努斯（Sarah Nuth）、劳拉·布朗特（Laura Blount）–《魔法壞女巫》 - 崔西·洛德、苏珊娜·斯托克斯-蒙顿（Suzanne Stokes-Munton）、大卫·怀特（David White）–《吸血鬼：諾斯費拉圖》 - 麦克·马里诺、莎拉·格拉尔曼（Sarah Graalman）、亚伦·索西尔（Aaron Saucier）–《不同的男人》 | 最佳視覺效果 - 保罗·兰伯特、史蒂芬·詹姆斯（Stephen James）、里斯·萨尔科姆（Rhys Salcombe）、格尔德·内夫泽 –《沙丘：第二部》 - 马克·巴考斯基（Mark Bakowski）、彼得罗·庞蒂（Pietro Ponti）、妮基·佩妮（Nikki Penny）、尼尔·科博尔德 –《神鬼戰士II》 - 巴勃罗·赫尔曼、乔纳森·福克纳、保罗·科博尔德、戴维·舍克 –《魔法壞女巫》 - 卢克·米勒（Luke Millar）、大卫·克莱顿、基思·赫夫特（Keith Herft）、 –《更好的男人》 - 布莱恩·琼斯（Bryan Jones）、切尔文·沙法吉（Chervin Shafaghi）、皮埃尔·奥利维尔-佩尔辛（Pierre Olivier-Persin）、让·米尔（Jean Miel）–《懼裂》 - 埃里克·温奎斯特、史蒂芬·翁特弗兰兹（Stephen Unterfranz）、保罗·斯多利（Paul Story）、罗德尼·伯尔克（Rodney Burke）–《猩球崛起：王國誕生》                                                                    |
| 最佳喜劇電影 - 《死侍與金鋼狼》（并列） - 《真正的痛苦》（并列） - 《我的老屁友》 - 《职业杀手》 - 《周六夜时光》 - 《老嘢時速》 | 最佳動畫 - 《荒野機器人》 - 《喵的奇幻漂流》 - 《腦筋急轉彎2》 - 《蜗牛回忆录》 - 《酷狗寶貝之復仇企鵝》 |
| 最佳外語片 - 《毒王女人夢》 • 法國 - 《你是我眼中的那道光》 • 印度 - 《喵的奇幻漂流》 • 拉脫維亞 - 《我仍在此》 • 巴西 - 《膝盖骨乐队》 • 愛爾蘭 - 《神圣无花果之种》 • 德国 | |

### 电视类
| 最佳剧情类剧集 - 《幕府將軍》（FX / Hulu） - 《夜访吸血鬼》（AMC） - 《豺狼的日子》（Peacock） - 《頭號外交官》（Netflix]]） - 《惡靈偵探》（Paramount+） - 《投行风云》（HBO / Max） - 《亡命再劫》 (FX） - 《外放特務組》（Apple TV+）                                                 | |
| 最佳剧情类剧集男主角 - 真田廣之 –《幕府將軍》（FX / Hulu） - 傑夫·布里吉 –《亡命再劫》 (FX） - 舒提·加特瓦 –《異世奇人》（Disney+） - 埃迪·雷德梅尼 –《豺狼的日子》（Peacock） - 盧夫斯·塞維爾 –《頭號外交官》（Netflix） - 安東尼·斯塔爾 –《黑袍糾察隊》（Prime Video）                 | 最佳剧情类剧集女主角 - 凱西·貝茲 –《老练律师》（CBS） - 凯特芮娜·巴尔夫 –《古戰場傳奇》（Starz） - 珊诺拉·汉普顿 –《找寻》（NBC） - 姬拉·麗莉 –《黑鸽》（Netflix） - 凱莉·羅素 –《頭號外交官》（Netflix） - 澤井杏奈 –《幕府將軍》（FX / Hulu） |
| 劇情類影集最佳男配角 - 淺野忠信 –《幕府將軍》（FX / Hulu） - 迈克尔·爱默生 –《惡靈偵探》（Paramount+） - 馬克-保羅·戈塞拉 –《找寻》（NBC） - 平岳大 –《幕府將軍》（FX / Hulu） - 约翰·利思戈 –《亡命再劫》 (FX） - 山姆·雷德 –《夜访吸血鬼》（AMC）                                      | 劇情類影集最佳女配角 - 穗志萌香 –《幕府將軍》（FX / Hulu） - 艾莉森·珍妮 –《頭號外交官》（Netflix） - 妮可·基嫚 –《母狮》（Paramount+） - 斯凯·P·马歇尔 –《老练律师》（CBS） - 澤井杏奈 –《柏青哥》（Apple TV+） - 費歐娜·蕭 –《非常姊妹大作戰》（Apple TV+） |
| 最佳喜劇類影集 - 《天后與草莓》（HBO / Max） - 《小学风云》（ABC） - 《良师难为》（FX） - 《天作不合的我们》（Netflix） - 《破案三人行》（Hulu） - 《某人某地》（HBO / Max） - 《圣丹尼斯医院》（NBC） - 《吸血鬼生活》（FX）                                                            | |
| 喜劇類影集最佳男主角 - 亞當·布羅迪 –《天作不合的我们》（Netflix） - 布莱恩·乔丹·阿尔瓦雷斯 –《良师难为》（FX） - 大卫·艾伦·格里尔 –《圣丹尼斯医院》（NBC） - 史提夫·馬丁 –《破案三人行》（Hulu） - 卡伊凡·諾瓦克 –《吸血鬼生活》（FX） - 馬丁·肖特 –《破案三人行》（Hulu）               | 喜劇類影集最佳女主角 - 珍·斯马特 –《天后與草莓》（HBO / Max） - 姬絲汀·貝兒 –《天作不合的我们》（Netflix） - 昆塔·布倫森 –《小学风云》（ABC） - 娜塔希娅·德米特鲁 –《吸血鬼生活》（FX） - 布里奇特·埃弗里特 –《某人某地》（HBO / Max） - 克莉絲汀·薇格 –《皇家棕榈》（Apple TV+） |
| 喜劇類影集最佳男配角 - 邁克·烏里 –《诊疗中》（Apple TV+） - 保罗·W·唐斯 –《天后與草莓》（HBO / Max） - 阿舍·格罗德曼 –《鬼屋欢乐送》（CBS） - 哈维·吉兰 –《吸血鬼生活》（FX） - 布兰登·斯科特·琼斯 –《鬼屋欢乐送》（CBS） - 泰勒·詹姆斯·威廉姆斯 –《小学风云》（ABC）                    | 喜劇類影集最佳女配角 - 汉娜·艾因宾德 –《天后與草莓》（HBO / Max） - 丽莎·科隆-扎亚斯 –《大熊餐廳》（FX / Hulu） - 詹妮尔·詹姆斯 –《小学风云》（ABC） - 斯蒂芬妮·柯尼希 –《良师难为》（FX） - 帕蒂·卢波内 –《阿嘉莎：無所不在》（Disney+） - 安妮·波茨 –《少年謝爾頓》（CBS） |
| 最佳限定劇集 - 《馴鹿寶貝》（Netflix） - 《免责声明》（Apple TV+） - 《空戰群英》（Apple TV+） - 《贝茨先生大战邮局》（PBS） - 《企鵝人》（HBO / Max） - 《雷普利》（Netflix） - 《真探：暗夜国度》（HBO / Max） - 《我们是幸运儿》（Hulu）                                              | 最佳電視電影 - 《逆嶺》（Netflix） - 《伟大的莉莲·霍尔》（HBO / Max） - 《开箱灵魂》（Netflix） - 《朱弦玉磐》（Prime Video） - 《听见颜色的女孩》（Disney+） - 《致命录像带：超越》（Shudder） |
| 最佳限定劇集或電視電影男主角 - 科林·法雷尔 –《企鵝人》（HBO / Max） - 理查德·加德 –《馴鹿寶貝》（Netflix） - 湯姆·荷蘭德 –《宿敌：卡波特与天鹅们》（FX） - 奇雲·格連 –《免责声明》（Apple TV+） - 伊万·迈克格雷戈 –《莫斯科紳士》（Paramount+） - 安德鲁·斯科特 –《雷普利》（Netflix）   | 最佳限定劇集或電視電影女主角 - 克莉絲汀·米利歐提 –《企鵝人》（HBO / Max） - 凯特·布兰切特 –《免责声明》（Apple TV+） - 茱迪·科士打 –《真探：暗夜国度》（HBO / Max） - 潔西卡·蘭芝 –《伟大的莉莲·霍尔》（HBO / Max） - 菲比·雷·泰勒（Phoebe-Rae Taylor）–《听见颜色的女孩》（Disney+） - 娜奥米·沃茨 –《宿敌：卡波特与天鹅们》（FX）                                                                                       |
| 最佳限定劇集或電視電影男配角 - 李佛·薛伯 –《模範愛侶》（Netflix） - 小勞勃·道尼 –《同情者》（HBO / Max） - 休·格蘭特 –《政权》（HBO / Max） - 罗恩·西法斯·琼斯 –《世紀天才》（国家地理频道）（追授） - 羅根·勒曼 –《我们是幸运儿》（Hulu） - 崔特·威廉斯 –《宿敌：卡波特与天鹅们》（FX） | 最佳限定劇集或電視電影女配角 - 杰西卡·甘宁 –《馴鹿寶貝》（Netflix） - 達科塔·芬妮 –《雷普利》（Netflix） - 莱拉·乔治 –《免责声明》（Apple TV+） - 貝蒂·吉爾平 –《三个女人》（Starz） - 迪尔德丽·奥康奈尔 –《企鵝人》（HBO / Max） - 卡莉·瑞斯 –《真探：暗夜国度》（HBO / Max） |
| 最佳動畫劇集 - 《X戰警 '97》（Disney+） - 《蝙蝠侠：披风斗士》（Prime Video） - 《妙妙犬布麗》（Disney+） - 《开心汉堡店》（Fox） - 《無敵少俠》（Prime Video） - 《辛普森一家》（Fox）                                                                                                  | 最佳外语剧集 - 《魷魚遊戲》（Netflix）• - 《阿卡普高》（Apple TV+）• 美国 - 《堡垒：汉妮邦尼》（Prime Video）• 印度 - 《铁血钢拳》（La Máquina，Hulu）• 墨西哥 / 美国 - 《律政女杰莉迪亚》（Netflix）• 義大利 - 《我的天才女友》（HBO / Max）• 義大利 / 美国 - 《柏青哥》（Apple TV+）• 美国 - 《塞纳》（Netflix）• 巴西                                                                                                  |
| 最佳脫口秀 - 《约翰·木兰尼出品：人人都在洛杉矶》 （Netflix） - 《每日秀》（喜劇中心） - 《葛雷漢諾頓秀》（BBC America） - 《热点追踪》（YouTube） - 《凯莉·克拉克森秀》（NBC / 联播） - 《斯蒂芬·科拜尔晚间秀》（CBS）                                                                   | 最佳喜剧特辑 - 《黄阿丽：单身女子》（Ali Wong: Single Lady，Netflix） - 《吉姆·加菲根：瘦子》（Jim Gaffigan: The Skinny，Hulu） - 《凯文·詹姆斯：管他三七二十一》（Kevin James: Irregardless，Prime Video） - 《妮基·格拉瑟：你早晚得死》（Nikki Glaser: Someday You'll Die，HBO / Max） - 《Rachel Bloom: Death, Let Me Do My Special》（Netflix） - 《拉米·优素福：更多感受》（Ramy Youssef: More Feelings，HBO / Max） |

## 多项提名与获奖

### 电影类
| 电影                   | 提名数 |
| ---------------------- | ------ |
| 《教宗選戰》           | 11     |
| 《魔法壞女巫》         | 11     |
| 《沙丘：第二部》       | 10     |
| 《毒王女人夢》         | 10     |
| 《粗獷派建築師》       | 9      |
| 《阿诺拉》             | 7      |
| 《懼裂》               | 7      |
| 《监狱剧院》           | 5      |
| 《五分钱男孩》         | 5      |
| 《挑戰者》             | 4      |
| 《神鬼戰士II》         | 4      |
| 《吸血鬼：諾斯費拉圖》 | 4      |
| 《巴布狄倫：搖滾詩人》 | 3      |
| 《真正的痛苦》         | 3      |
| 《荒野機器人》         | 3      |
| 《喵的奇幻漂流》       | 2      |
| 《玛丽亚》             | 2      |
| 《我的老屁友》         | 2      |
| 《周六夜时光》         | 2      |
| 《九月五日》           | 2      |

| 电影           | 获奖数 |
| -------------- | ------ |
| 《璀璨女人夢》 | 3      |
| 《懼裂》       | 3      |
| 《魔法壞女巫》 | 3      |
| 《挑戰者》     | 2      |
| 《教宗選戰》   | 2      |
| 《真正的痛苦》 | 2      |

### 电视类
| 节目                     | 播出平台   | 类别   | 提名数 |
| ------------------------ | ---------- | ------ | ------ |
| 《幕府將軍》             | FX / Hulu  | 剧情   | 6      |
| 《小学风云》             | ABC        | 喜剧   | 4      |
| 《頭號外交官》           | Netflix    | 剧情   | 4      |
| 《免责声明》             | Apple TV+  | 限定剧 | 4      |
| 《天后與草莓》           | HBO / Max  | 喜剧   | 4      |
| 《企鵝人》               | HBO / Max  | 限定剧 | 4      |
| 《吸血鬼生活》           | FX         | 喜剧   | 4      |
| 《馴鹿寶貝》             | Netflix    | 限定剧 | 3      |
| 《良师难为》             | FX         | 喜剧   | 3      |
| 《宿敌：卡波特与天鹅们》 | FX         | 限定剧 | 3      |
| 《天作不合的我们》       | Netflix    | 喜剧   | 3      |
| 《亡命再劫》             | FX         | 剧情   | 3      |
| 《破案三人行》           | Hulu       | 喜剧   | 3      |
| 《雷普利》               | Netflix    | 限定剧 | 3      |
| 《真探：暗夜国度》       | HBO / Max  | 限定剧 | 3      |
| 《夜访吸血鬼》           | AMC        | 剧情   | 2      |
| 《豺狼的日子》           | Peacock    | 剧情   | 2      |
| 《惡靈偵探》             | Paramount+ | 剧情   | 2      |
| 《找寻》                 | NBC        | 剧情   | 2      |
| 《鬼屋欢乐送》           | CBS        | 喜剧   | 2      |
| 《伟大的莉莲·霍尔》      | HBO / Max  | 电影   | 2      |
| 《老练律师》             | CBS        | 剧情   | 2      |
| 《听见颜色的女孩》       | Disney+    | 电影   | 2      |
| 《柏青哥》               | Apple TV+  | 剧情   | 2      |
| 《某人某地》             | HBO / Max  | 喜剧   | 2      |
| 《圣丹尼斯医院》         | NBC        | 喜剧   | 2      |
| 《我们是幸运儿》         | Hulu       | 限定剧 | 2      |

| 节目           | 播出平台  | 类别   | 提名数 |
| -------------- | --------- | ------ | ------ |
| 《幕府將軍》   | FX / Hulu | 剧情   | 4      |
| 《天后與草莓》 | HBO / Max | 喜剧   | 3      |
| 《馴鹿寶貝》   | Netflix   | 限定剧 | 2      |
| 《企鵝人》     | HBO / Max | 限定剧 | 2      |